# Friedrich Ludolf Denckmann
Friedrich Ludolf Denckmann, auch Friedrich Louis Denckmann, (* 9. Juni 1820 in Hildesheim; † 13. Mai 1916 in Hannover) war ein deutscher Pfarrer, Paläontologe und Fossiliensammler.
Denckmanns Vater war der Seifenfabrikant und spätere Senator Ernst August Denckmann, seine Mutter war Henriette Conradine Lucie, geb. Baumgarten, eine Hildesheimer Bürgertochter. Denckmann besuchte das Andreaneum-Gymnasium in Hildesheim. Ab 1839 studierte er Theologie und Philologie in Göttingen und promovierte zum Dr. phil. Danach war er zunächst in Hildesheim tätig und gründete hier die höhere Bürger- und Handelsschule. 1856 trat er die zweite Pfarrstelle an der St.-Mariae-Jakobi-Kirche in Salzgitter an, wo er bis 1896 blieb. In diesem Amt betreute Denckmann auch die Kirchengemeinden von Kniestedt und Gitter.
Denckmanns Interesse an der Geologie war durch die beiden Hildesheimer Geologen Hermann Roemer und Johannes Leunis geweckt worden. In seiner freien Zeit entwickelte er sich zu einem anerkannten Fachmann auf diesem Gebiet. Er legte eine umfangreiche Sammlung von Fossilien aus dem Devon des Harzes und der Unterkreide an, die später an die Preußische Geologische Landesanstalt in Berlin und an die Bergakademie Clausthal gelangte.
Er war mit Emilie Meyenberg verheiratet und war der Vater des Geologen August Denckmann.